# Kwok Pui-lan
Kwok Pui-lan ( em chinês tradicional:  郭佩蘭, nascida em 1952) é uma teóloga feminista nascida em Hong Kong, conhecida por seu trabalho sobre teologia feminista asiática e teologia pós-colonial.

## Vida acadêmica e carreira
Kwok nasceu em Hong Kong, filha de pais chineses que praticavam a religião popular chinesa em casa. Ela se converteu ao cristianismo anglicano, quando era adolescente.
Ela começou seu bacharelado na Universidade Chinesa de Hong Kong, antes de passar a fazer seu Bacharelado e Mestrado em Teologia na Escola de Teologia do Sudeste Asiático. Ela ganhou seu Doutorado em Teologia da Harvard Divinity School, terminando sua dissertação de doutorado sobre "Mulheres Chinesas e Cristianismo" em 1989, posteriormente publicada pela Scholars Press. Ela é autora de vinte livros, incluindo Postcolonial Imagination and Feminist Theology (2005). Ela publicou nas disciplinas de teologia feminista, teologia pós -colonial e hermenêutica bíblica de sua perspectiva pessoal de uma mulher asiática.
De 1992 a 2017, Kwok lecionou na Episcopal Divinity School em Cambridge, Massachusetts, e foi nomeada professora de Teologia e Espiritualidade Cristã. Ela trabalhou na Candler School of Theology, primeiro como professora visitante distinta de teologia nos anos acadêmicos de 2017–2018 e 2018–2019, depois, a partir da primavera de 2020, como professora de teologia do reitor.
Em 2011, Kwok foi eleito presidente da Academia Americana de Religião. Ela escreve: "como líderes, temos que trazer a tribo junto. Aqueles de nós que são pioneiros têm a responsabilidade de abrir a porta um pouco mais para que outros venham."
Kwok recebeu o Prêmio Lambeth de 2021, na categoria Prêmio Lanfranc de Educação e Bolsa de Estudos, "pela excelente liderança e contribuição à teologia feminista e pós-colonial asiática enraizada em uma eclesiologia anglicana".

## Teologia
Kwok argumenta que a Ásia foi transformada por meio da guerra, religião, cristianismo ocidental e tecnologia. As famílias e o papel das mulheres na sociedade foram fortemente moldados por "mudanças econômicas e políticas nos países asiáticos que, em última análise, afetam os padrões familiares, o status das mulheres, a reprodução e os papéis tradicionais de gênero".
O trabalho feminino na Ásia é algo que tem sido negligenciado, já que a maioria das "mulheres são empregadas principalmente em empregos industriais sem saída, pouco qualificados ou semi-qualificados, no varejo ou no setor de serviços". Em outras palavras, as mulheres são consideradas menos dentro do sistema de trabalho asiático. Para o Dr. Kwok Pui Lan, o cristianismo pode criar uma nova esperança na vida das mulheres asiáticas, mas também precisa lidar com o sexismo e o patriarcado que fazem parte da tapeçaria moral e do comportamento organizacional do cristianismo ocidental.

Escrevendo sobre teologia feminista, crítica pós-colonial e hermenêutica bíblica, Kwok manteve sua identidade como mulher asiática, incorporando-a em seu trabalho. Ela explica:
Como mulheres cristãs asiáticas, temos nossa própria história, que é asiática e cristã. Só podemos contar essa história desenvolvendo uma nova hermenêutica: uma hermenêutica de dupla suspeita e reclamação.
Kwok se envolveu com a teoria pós-colonial em seu trabalho, principalmente em Postcolonial Imagination and Feminist Theology, onde ela argumenta contra as inadequações da teologia feminista tradicional. Ela afirma que a teoria feminista tradicional não considerou suficientemente as experiências de mulheres não-brancas e os efeitos do colonialismo, neocolonialismo e escravidão. Ela escreve sobre a necessidade de superar o conceito binário de gênero, defendendo uma interpretação mais fluida de gênero e a inclusão da sexualidade queer. Ela argumenta que "a contribuição mais importante da teologia feminista pós-colonial será recapitular a relação entre teologia e império através das múltiplas lentes de gênero, raça, classe, sexualidade, religião e assim por diante". O objetivo de seu trabalho é criar uma teologia que reflita com mais precisão os múltiplos níveis de opressão enfrentados pelas mulheres em contextos pós-coloniais.
Kwok vê Deus como orgânico e coloca a crença no contexto da crescente crise ecológica na Ásia. Ela também examina o conceito de construir uma cristologia usando um modelo orgânico, referindo-se às múltiplas referências da natureza que Jesus usa para descrever a si mesmo e seu relacionamento com os crentes.
Kwok defende a incorporação da história oral na teologia, escrevendo "devemos permitir a possibilidade de fazer teologia em poemas, canções, histórias, danças, rituais e até canções de ninar". Para Kwok, a tradição de contar histórias em muitas sociedades asiáticas oferece um rico recurso para formas inovadoras de fazer teologia, à medida que as mulheres se envolvem com histórias bíblicas por meio do drama e do compartilhamento de experiências de vida.

### Monografias
- Kwok Pui-lan (1992). Chinese Women and Christianity, 1860-1927. Atlanta, GA: Scholars Press. ISBN 978-1-55540-669-1
- Kwok Pui-lan (1995). Discovering the Bible in the Non-Biblical World. Maryknoll, NY: Orbis Books. ISBN 978-1592443499.
- Kwok Pui-lan (2000). Introducing Asian Feminist Theology. Sheffield: Sheffield Academic Press. ISBN 978-1-84127-066-1
- Kwok Pui-lan (2005). Postcolonial Imagination and Feminist Theology. Louisville, KY: Westminster John Knox Press. ISBN 978-0-664-22883-5
- Kwok Pui-lan (2010). Hope Abundant: Third World and Indigenous Women's Theology. Maryknoll NY: Orbis Books. ISBN 978-1570758805
- Kwok, Pui-lan (2021). Postcolonial Politics and Theology: Unraveling Empire for a Global World. Louisville, K.Y.: Westminster John Knox Press. ISBN 9780664267490

### Volumes editados
- Rieger; Kwok Pui-lan, eds. (2012). Occupy Religion: Theology of the Multitude. [S.l.]: Rowman & Littlefield Publishers. ISBN 978-1-442-21792-8.
- Kwok, Pui-lan; Donaldson, Laura E., eds. (2015). Postcolonialism, Feminism and Religious Discourse (em inglês). [S.l.]: Routledge. ISBN 978-1-136-69761-6
- Kwok Pui-lan, ed. (2020). Asian and Asian American Women in Theology and Religion: Embodying Knowledge (em inglês). [S.l.]: Palgrave Macmillan. ISBN 978-3-030-36818-0
- Kwok, Pui-Lan; Yip, Francis Ching-Wah, eds. (2021). The Hong Kong Protests and Political Theology. [S.l.]: Rowman & Littlefield. ISBN 9781538148716

### Publicações sobre Kwok
- Brock, Rita Nakashima; Liew, Tat-siong Benny, eds. (2021). Theologies of the Multitude for the Multitudes: The Legacy of Kwok Pui-lan (PDF). Claremont, CA: Claremont Press. ISBN 978-1-946230-53-9